# Martin Fabuš
Martin Fabuš (Trenčín, 11 november 1976) is een voormalig profvoetballer uit Slowakije. Hij speelde als centrumspits in Slowakije, Duitsland en Polen gedurende zijn carrière. In 2010 beëindigde hij zijn actieve loopbaan.

## Interlandcarrière
Fabuš kwam in totaal 25 keer (vijf doelpunten) uit voor het Slowaaks voetbalelftal in de periode 1998-2002. Hij maakte zijn debuut op 15 april 1998 in de vriendschappelijke wedstrijd in Bratislava tegen Zuid-Korea, dat eindigde in een 0-0 gelijkspel. Fabuš trad in dat duel na 69 minuten aan als vervanger van Szilárd Németh.
| Interlanddoelpunten | Interlanddoelpunten | Interlanddoelpunten   | Interlanddoelpunten | Interlanddoelpunten | Interlanddoelpunten | Interlanddoelpunten |
| #                   | Datum               | Locatie               | Tegenstander        | Goal(s)             | Uitslag             | Wedstrijd           |
| ------------------- | ------------------- | --------------------- | ------------------- | ------------------- | ------------------- | ------------------- |
| 1                   | 5 september 1998    | Košice, Slowakije     | Azerbeidzjan        | 17'                 | 3–0                 | EK-kwalificatie     |
| 2                   | 9 juni 1999         | Győr, Hongarije       | Hongarije           | 52'                 | 0–1                 | EK-kwalificatie     |
| 3                   | 18 augustus 1999    | Bratislava, Slowakije | Israël              | 80'                 | 1–0                 | Oefeninterland      |
| 4                   | 31 mei 2000         | Moskou, Rusland       | Rusland             | 25'                 | 1–1                 | Oefeninterland      |
| 5                   | 15 juni 2000        | Saga, Japan           | Bolivia             | 45'                 | 0–2                 | Kirin Cup           |

## Erelijst
- Slowaaks landskampioen

1995, 2003, 2004
- Slowaaks bekerwinnaar

2005, 2007
- Topscorer Corgoň Liga

1999 (19 goals), 2003 (20 goals)